# Dwarsrivier
Dwarsrivier, conosciuta anche come Romansrivier, è una località abitata sudafricana situata nella municipalità distrettuale di Cape Winelands nella provincia del Capo Occidentale.

## Geografia fisica

### Territorio
La località è situata nell'alta valle del fiume Breede.